# Trend Å
Trend Å är ett vattendrag i Region Nordjylland i Danmark. Det rinner upp cirka fyra kilometer väster om Års och mynnar i Bjørnsholm Bugt.